# Bombardeio de Donetsk em 2022
O ataque de Donetsk em 2022 foi um ataque com mísseis no centro de Donetsk, na Ucrânia, durante a invasão russa da Ucrânia em 2022, que as autoridades da República Popular de Donetsk alegaram ter sido realizado por forças ucranianas. O ataque ocorreu por volta das 11:31 (UTC +3), de 14 de março de 2022, tendo como alvo as ruas Universitetskaya e Artyoma, no centro de Donetsk. Informações preliminares fornecidas por funcionários da DPR afirmaram que o ataque deixou 20 civis mortos e 9 feridos. Mais tarde, o número foi atualizado para 23 mortos e 28 feridos.

## História
As autoridades ucranianas culparam a Rússia pelo ataque, indicando que foi uma bandeira falsa encenada para cobrir as mortes de civis pelas forças russas em Carcóvia, Irpin e Mykolaiv. Eles alegaram que a explosão parecia ter ocorrido a partir de um objeto estacionário, como um carro-bomba, devido ao padrão de explosão e à falta de detritos de mísseis. As autoridades da DPR disseram que o ataque foi feito pelo sistema de mísseis táticos Tochka-U usado pelas forças ucranianas, que foi abatido pelas Forças Armadas da DPR.
A Conflict Intelligence Team (CIT) uma organização russa de investigação OSINT afirma que, devido à
posição da cauda do míssil, a origem do míssil está em território controlado pela Rússia.

## Galeria

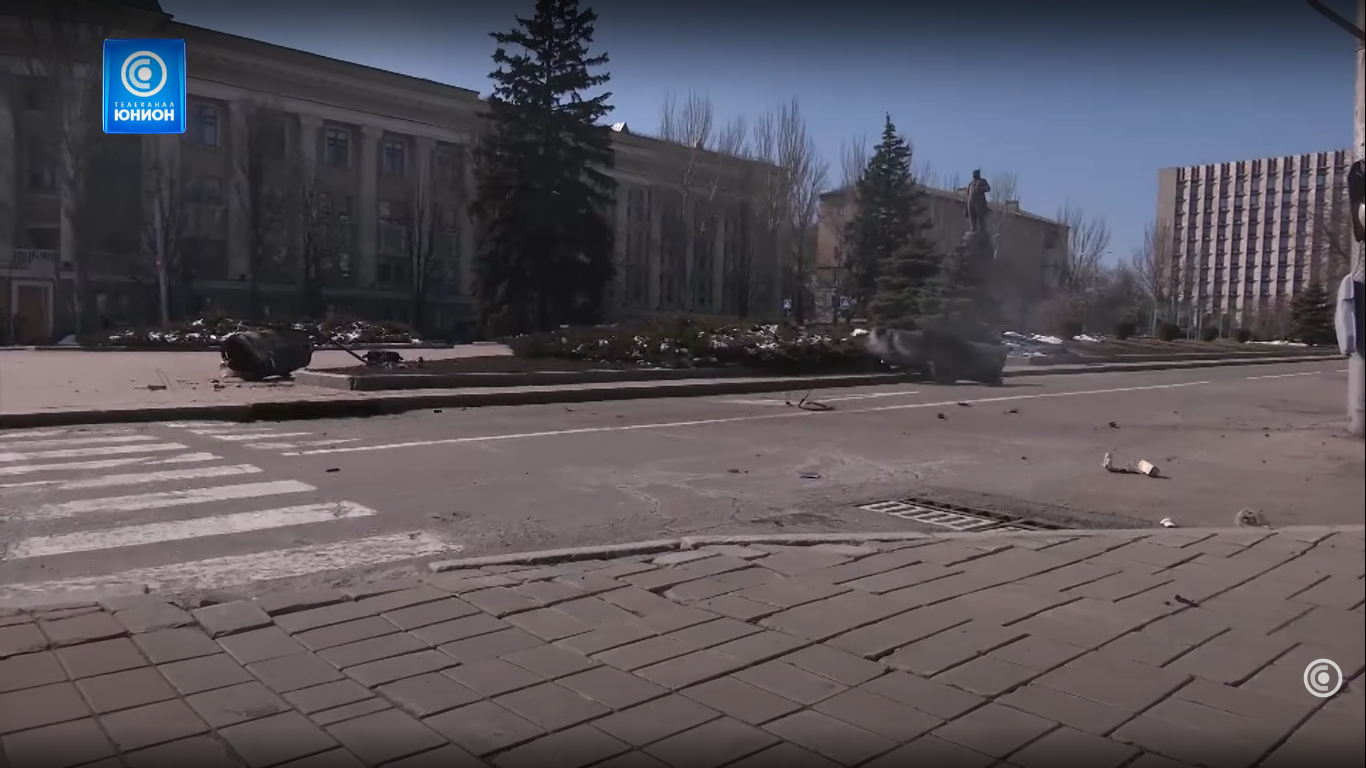
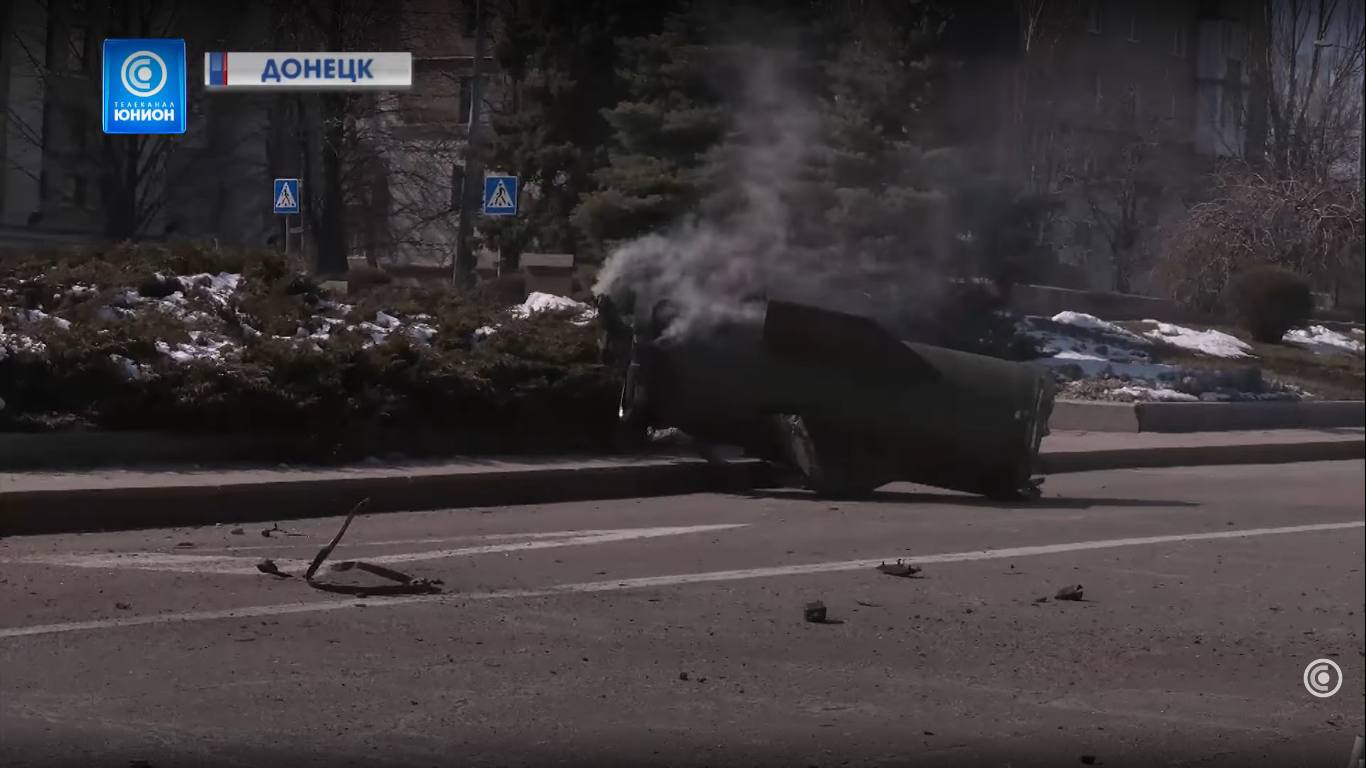
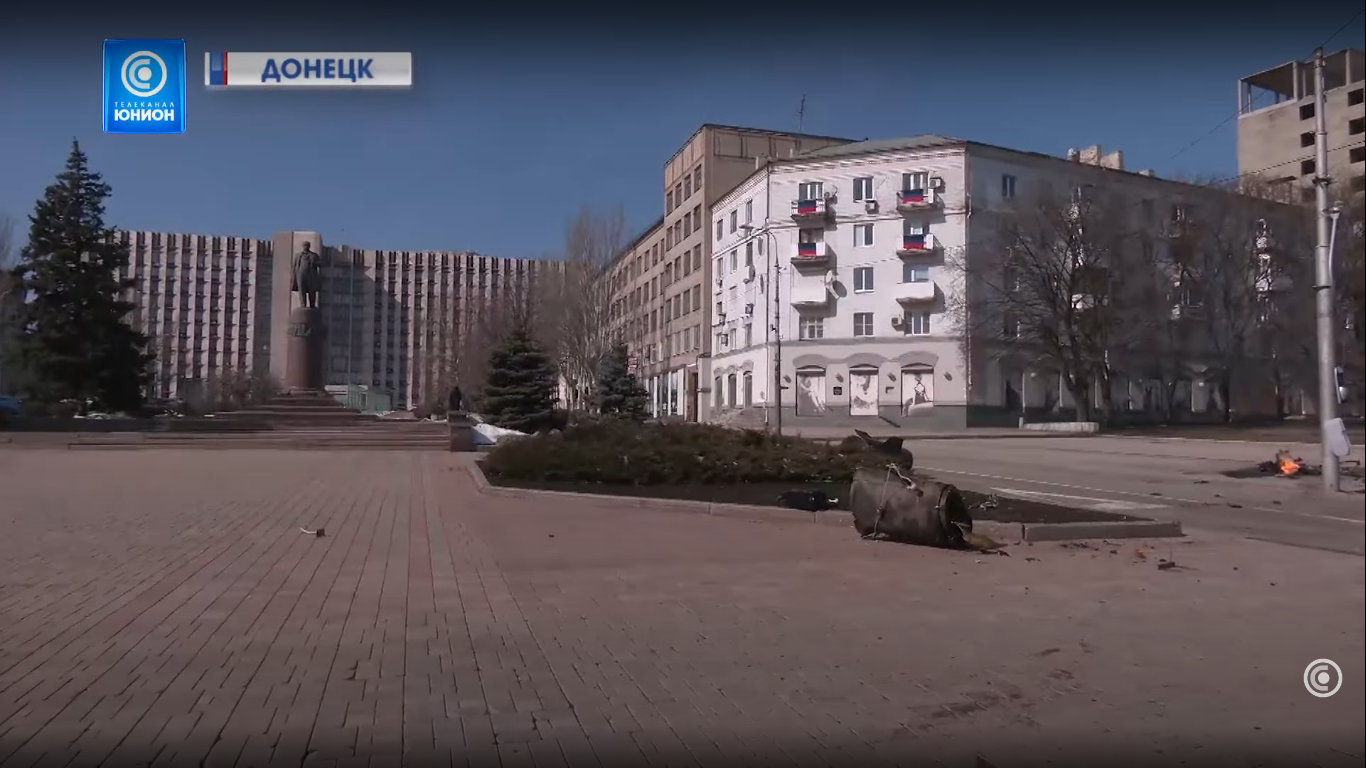
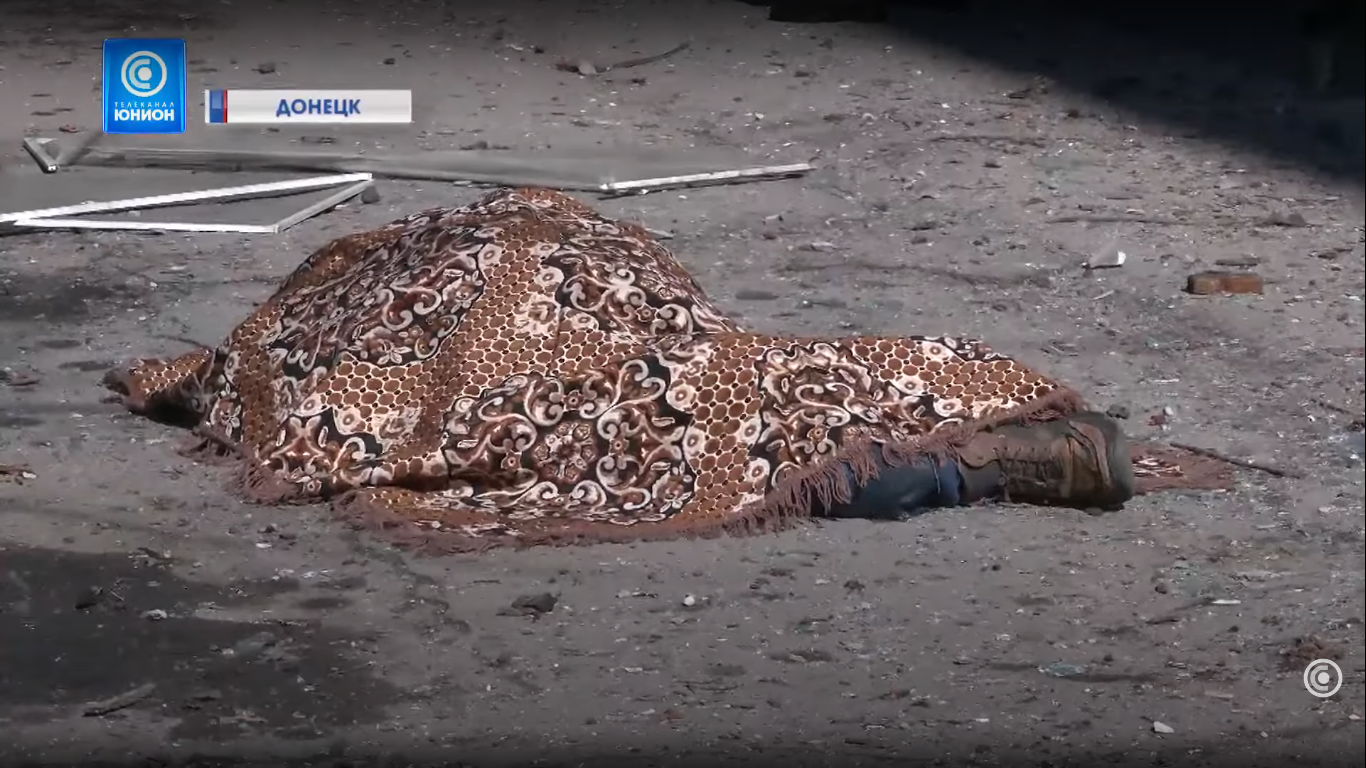
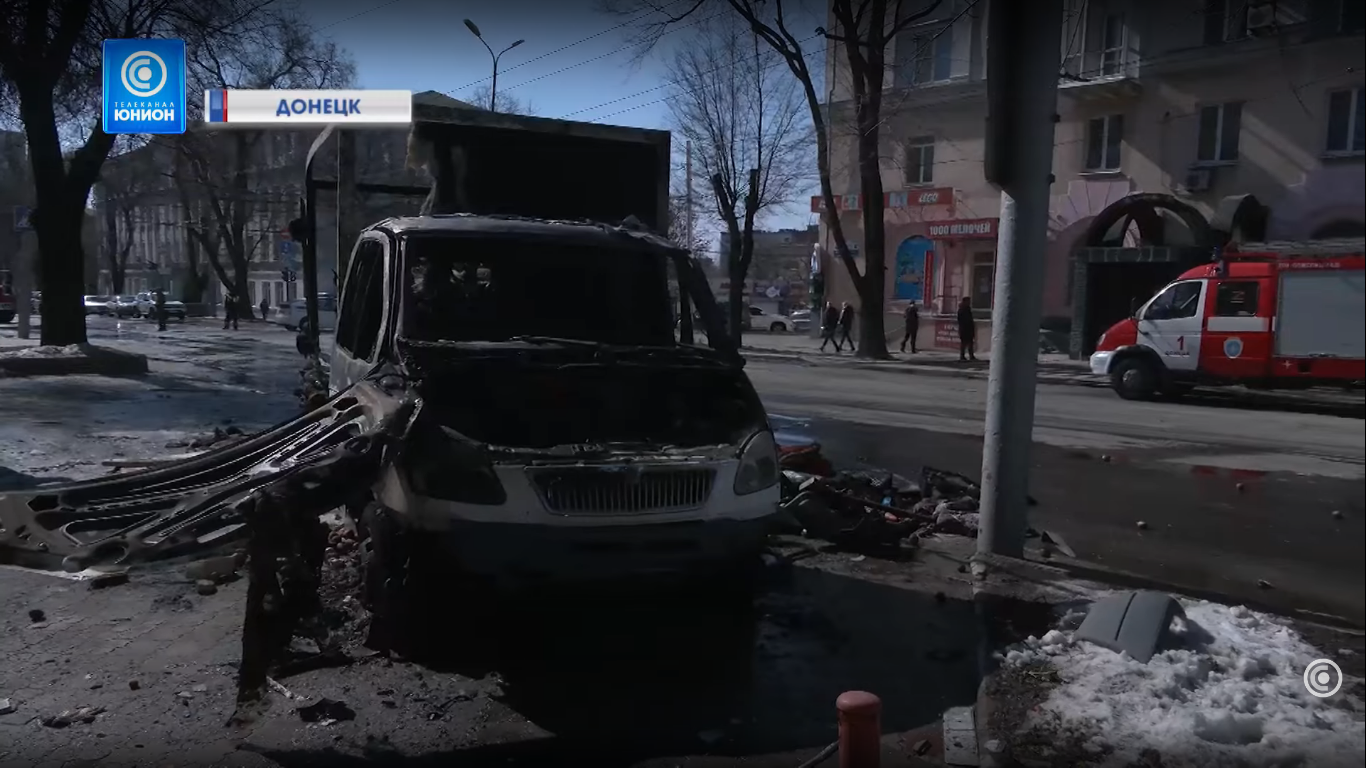
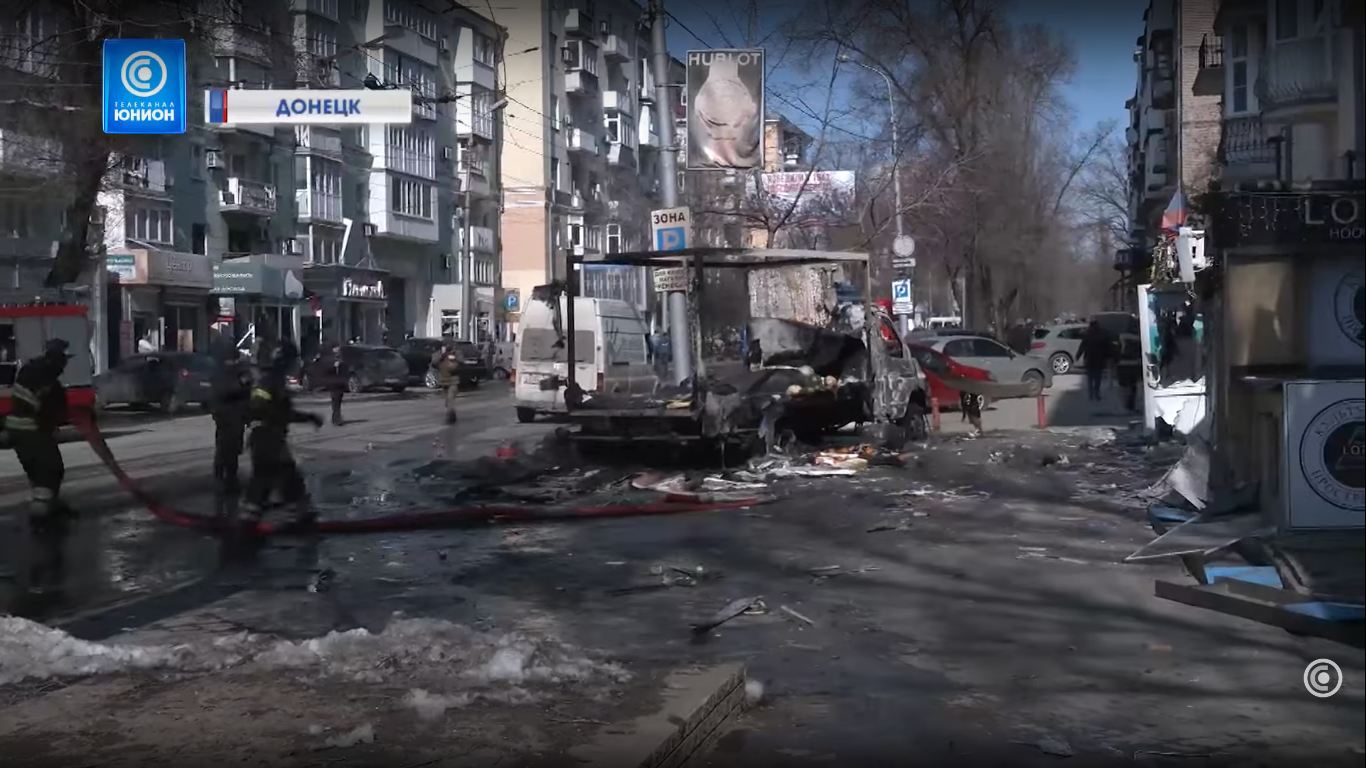
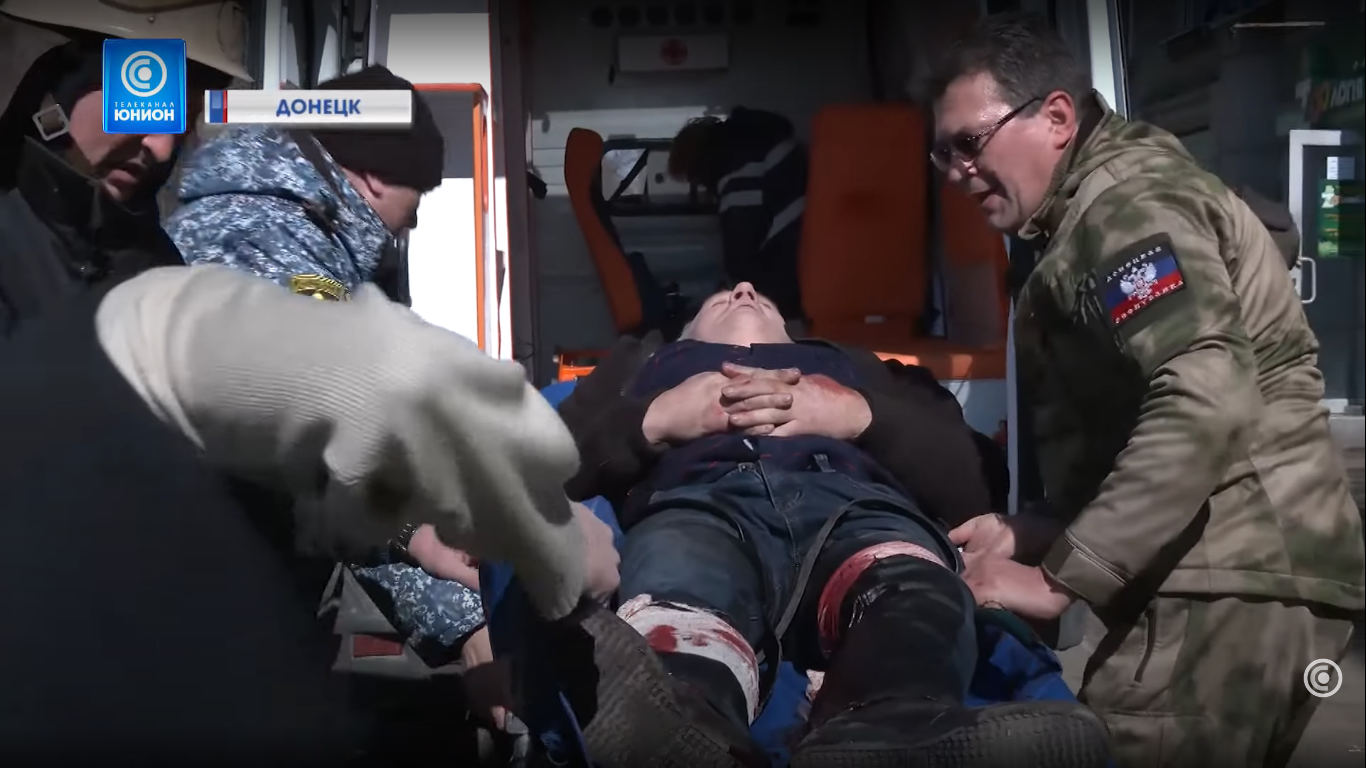